# Mark de la Nouvelle-Guinée allemande
Pour les articles homonymes, voir Mark.
Le mark est l'ancienne monnaie officielle de la Nouvelle-Guinée allemande jusqu'en avril 1919 (de jure). 

## Histoire monétaire
Le mark allemand a cours légal à partir de 1884 en Nouvelle-Guinée allemande qui comprenait la Terre de l'Empereur-Guillaume (la partie nord-est de la Nouvelle-Guinée), l'archipel Bismarck, et les Salomon du Nord. À partir de 1894, la Compagnie de Nouvelle-Guinée est chargée par Berlin d'y émettre une monnaie spécifique, à parité avec le mark allemand. Des pièces de monnaie sont alors frappées. La Compagnie est dissoute en 1899 et le 15 avril 1911, le mark-or redevient la monnaie légal. Fin 1914, le territoire est occupé par les armées australiennes qui font imprimer en 1915 des billets du Trésor libellés en marks. La Nouvelle-Guinée allemande disparaît officiellement avec la dissolution de l'Empire colonial allemand après fin de la Première Guerre mondiale en avril 1919. La plupart des territoires rejoignent alors la sphère de l'Empire britannique et la zone sterling.

## Émissions monétaires

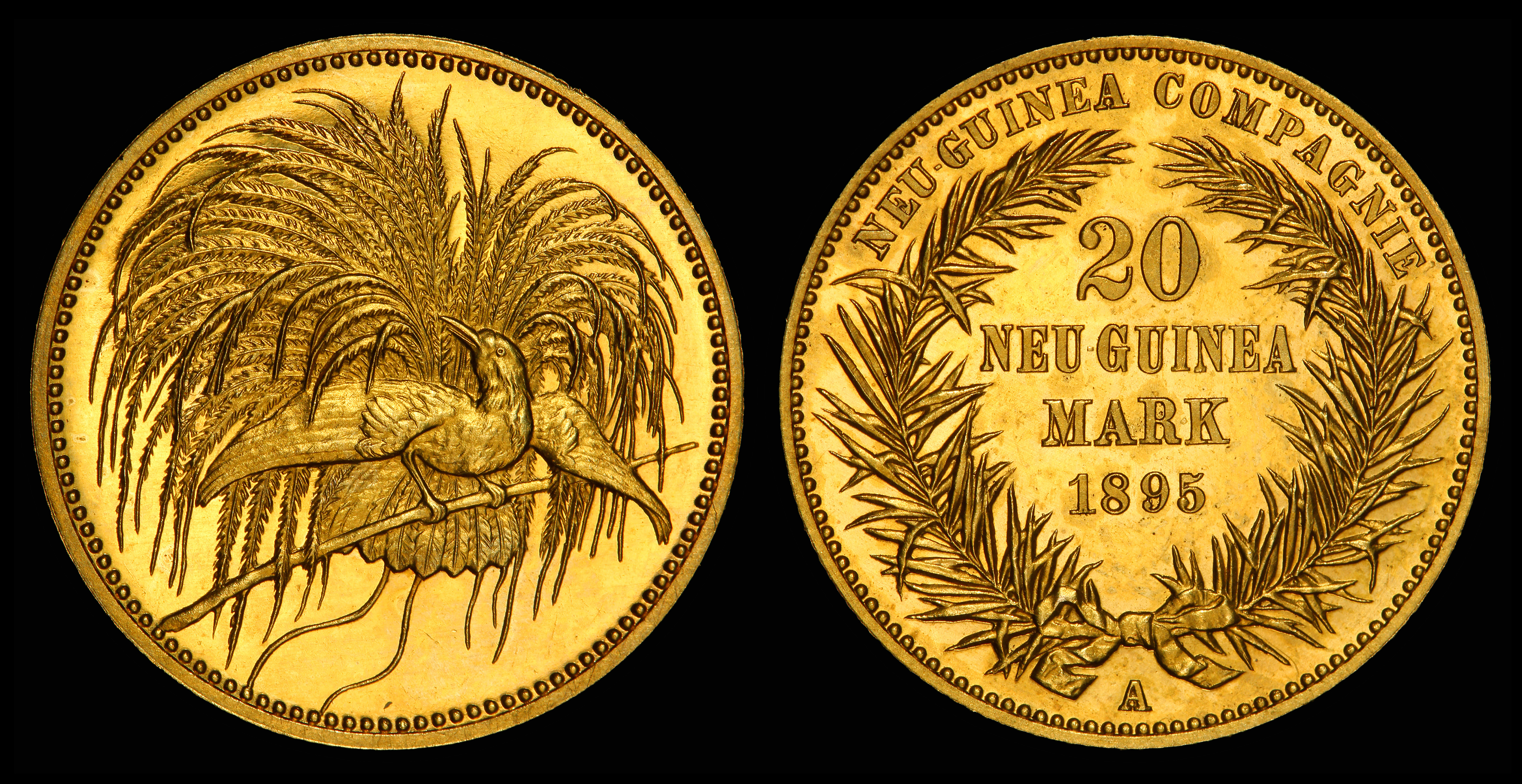
Pièce de 20 marks (1895), or, 7.96 g, frappée à Berlin (A), recto-verso, collection du musée national d'histoire américaine.

### Pièces de monnaie
En 1894, la Compagnie de Nouvelle-Guinée fait frapper des pièces en bronze de 1, 2 et 10 pfennig, en argent de  ½, 1, 2 et 5 marks, puis en 1895, en or, de 10 et 20 marks. 

### Billets de banque
Avant 1915, les billets émis par la Reichsbank et différentes institutions comme la Reichskassenschein (caisse du Trésor impérial) y circulent légalement.
Dès octobre 1914, après le déclenchement de la guerre, des billets spécifiques de nécessité sont fabriqués par les forces d'occupation australiennes qui ont investi le territoire colonial allemand. Des coupures de type Treasury Note identifiés à Rabaul, portent des montants de 5, 10, 20, 50 et 100 marks. Ils sont démonétisés en mars 1915.